# Douangchay Phichit
 (février 2020).
Si vous disposez d'ouvrages ou d'articles de référence ou si vous connaissez des sites web de qualité traitant du thème abordé ici, merci de compléter l'article en donnant les références utiles à sa vérifiabilité et en les liant à la section « Notes et références ».
Le général de division Douangchay Phichit (5 avril 1944 - 17 mai 2014) était un homme politique laotien né à Attapeu, au Laos, et membre du Politburo du Parti révolutionnaire populaire lao (du 7e congrès du Parti révolutionnaire populaire lao jusqu'à sa mort). Il a été vice-premier ministre du 8 juillet 2006 au 17 mai 2014 et ministre de la Défense nationale du 27 mars 2001 au 17 mai 2014.
Le 17 mai 2014, Douangchay Phichit et son épouse, le lieutenant-colonel Mme Thanda Phichit, meurent lorsque l'avion dans lequel ils voyageaient s'est écrasé dans le nord du Laos. Douangchay Phichit se rendait dans la province de Xieng khoang pour assister à une cérémonie célébrant le 55e anniversaire de la deuxième division de l'armée populaire lao.